# Jacques Tayar
Pour les articles homonymes, voir Tayar.
Jacques Tayar, né le 21 juillet 1915 dans le 17e arrondissement de Paris, mort le 18 décembre 1943 en Angleterre, est un officier qui s'illustre dans la Résistance pendant la Seconde Guerre mondiale. Il est Compagnon de la Libération.

## Biographie

### Jeunesse, service dans la Marine, radio
Jacques Tayar naît 17e arrondissement de Paris le 21 juillet 1915. Il effectue ses études à l'École libre des sciences politiques dont il est diplômé.
Il fait son service militaire dans la Marine nationale à partir de septembre 1936, il est affecté pendant un an sur le cuirassé Provence.
Ensuite publiciste, il travaille pour la société « Information et Publicité ». En Indochine française, il fonde à Saigon une station de radio avec Jean Fleury, « Radio Saïgon ».

### Seconde Guerre mondiale, Résistance
Lors des prémices de la Seconde Guerre mondiale, il veut rentrer en France pour s'engager. En cours de route, la guerre est déclarée et il est mobilisé à Beyrouth le 2 septembre 1939, dans la Marine du Levant.
Démobilisé en septembre 1940, il part pour la France, refuse la défaite et prend contact avec la Résistance intérieure.
Il s'attache au renseignement. Voyant l'importance des transmissions et la nécessité des émetteurs radios clandestins, il choisit de s'y consacrer. Il organise avec quelques agents un réseau de transmission et de liaison qui prend de l'importance. En juin 1942, il est le second de son camarade Jean Fleury, qui dirige à Lyon un réseau de transmission, Electre,.
Jacques Tayar se rend à Londres en juin 1943 par une liaison aérienne clandestine. Il officialise son engagement dans les Forces françaises combattantes, rapporte l'état d'esprit de la Résistance et rend compte de l'utilisation de la radio pour la Résistance. Nommé officier secrétaire d'Etat-major de 3e classe, il revient en France le mois suivant et succède à Jean Fleury à la tête du réseau Electre,,.
Il commande le réseau, prend part aux missions, et met ses appareils de transmission à disposition des différents réseaux de résistance de la zone libre.
Repartant pour Londres le 17 décembre 1943 par une nouvelle liaison clandestine, pour y recevoir de nouveaux ordres, son avion effectue un mauvais atterrissage forcé dans le Sussex en Angleterre. Albert Kohan était dans le même avion.
Jacques Tayar meurt de ses blessures le lendemain 18 décembre 1943 au Royal West Sussex Hospital de Chichester,. Il est enterré au cimetière de Chichester.
Il est créé Compagnon de la Libération à titre posthume par le décret du 4 mai 1944.

## Hommages et distinctions

### Distinctions
Il est reconnu « Mort pour la France ».
Les principales distinctions de Jacques Tayar sont :
- Chevalier de la Légion d'honneur ;
- Compagnon de la Libération, par décret du 4 mai 1944 ;
- Croix de guerre 1939–1945, avec deux citations ;
- Médaille de la Résistance française par décret du 6 avril 1944[6] ;
- Médaille commémorative des services volontaires dans la France libre.

### Autres hommages
- Son nom figure sur la grande stèle commémorative des compagnons de la Libération, au musée de l'Armée, à Paris.